# Vicko Vrdoljak
Vicko Vice Vrdoljak (Medov Dolac, 22. ožujka 1944. – Ludwigshafen, 14. travnja 2024.) bio je hrvatski pedagog, politički emigrant i politički aktivist hrvatske dijaspore u Njemačkoj. Tijekom političke emigracije djelovao je u nizu hrvatskih organizacija u iseljeništvu, a osobito je poznat po suorganizaciji političkih inicijativa koje su prethodile međunarodnom priznanju Hrvatske.

## Rani život i obrazovanje
Rođen je 22. ožujka 1944. godine u Medovu Docu kod Imotskog, kao sin Josipa Vrdoljaka i Ive Vrdoljak (rođ. Šćurla). Osnovno obrazovanje započinje u rodnom mjestu, a nastavlja u Lovreću i Grabovcu, gdje završava osmogodišnju školu.
Nakon toga odlazi u Zagreb, gdje najprije završava za električara, a zatim kroz večernju školu i za elektrotehničara. Potom upisuje Visoku pedagošku školu u Rijeci. Nakon završetka studija, Vrdoljak se zapošljava kao nastavnik u osnovnoj školi „Silvije Strahimir Kranjčević” u Livnu, gdje djeluje do početka 1970-ih godina. 

## Politička emigracija
Početkom 1970-ih, kao pristaša Hrvatskog proljeća, Vrdoljak se politički angažira. Zbog političkog pritiska i prijetnji, odlučuje otići u političku emigraciju u Njemačku. Godine 1970. sklapa brak s Marijom Raos, također iz Medova Doca, koja ostaje u domovini trudna, a godinu dana kasnije dolazi mu u Njemačku sa sinom. 

## Politički rad u emigraciji
U Njemačkoj se uključuje u politički aktivizam hrvatske dijaspore. Postaje član organizacije „Ujedinjeni Hrvati Njemačke“, koja se kasnije transformira u „Ujedinjene Hrvate Europe“. Od 1977. do 1979. obnaša dužnost predsjednika te organizacije. 
Godine 1979. izabran je u Hrvatsko narodno vijeće kao zamjenik profesora Bože Dugača. Godine 1985. s Ivanom Jelićem (Hrvatski narodni odbor) i Jozom Krivićem (Hrvatski kršćansko-demokratski pokret) osniva organizaciju pod nazivom Hrvatska demokratska zajednica (HDZ) u emigraciji. Ime te organizacije četiri godine kasnije preuzima istoimena politička stranka pod vodstvom dr. Franje Tuđmana. 

## Susret s kancelarom Kohlom i doprinos priznanjima Hrvatske
U prosincu 1991. godine, zajedno s fra Ljubom Sesarom i Jozom Krivićem, organizira prvi susret predsjednika Republike Hrvatske Franje Tuđmana s njemačkim kancelarom Helmutom Kohlom, koji se održava 5. prosinca 1991. u Bonnu. 

## Humanitarni rad tijekom Domovinskog rata
Tijekom Domovinskog rata Vrdoljak organizira brojne humanitarne akcije u korist Hrvatske i Bosne i Hercegovine. Pomoć je slana u Šibenik, Zadar, Bosanski Brod, Osijek, Sisak, Slunj, Novsku, Županju i Imotski. Na poziv Vlade Republike Hrvatske 1991. organizira i prikupljanje sredstava za obranu hrvatske neovisnosti. 

## Doprinos hrvatskoj zajednici u Njemačkoj
Vicko Vrdoljak bio je aktivan član Hrvatske katoličke misije Ludwigshafen, gdje je desetljećima pomagao sunarodnjacima. Bio je poznat po svojoj nesebičnosti, skromnosti i snažnoj povezanosti s hrvatskim narodom, kako u domovini, tako i u iseljeništvu. Volio je okupljati ljude iz rodnog kraja i pomagati svakome kome je pomoć bila potrebna. 

## Osobni život
Vicko je bio obiteljski čovjek, uvijek predan supruzi Mariji, s kojom je proveo 54 godine u braku. Imao je sina Branimira i kćeri Marijanu i Ivanu, te brojnu unučad i praunučad. Iako je volio domovinu, zbog političke situacije nije mogao posjećivati Hrvatsku, pa je obitelj ljeti odlazila na odmor u Španjolsku. Njegova supruga svjedoči da je Vicko zaplakao prvi put nakon 17 godina braka, kad je čuo da mu je preminuo otac, a on nije mogao prisustvovati sprovodu.

## Smrt
Vicko Vice Vrdoljak preminuo je 14. travnja 2024. godine u 17:52 sati u Ludwigshafenu. Primio je sakramente Pomirenja i Bolesničkog pomazanja. Ispraćaj je održan 17. travnja u crkvi sv. Hedvige u Ludwigshafenu, a sprovod 20. travnja 2024. u njegovu rodnom mjestu Medov Dolac. 
1. ↑  TUŽNA VIJEST: U Ludwigshafenu u 80. godini preminuo Vicko Vice Vrdoljak, poznati domoljub i dugogodišnji hrvatski politički emigrant iz Njemačke - Fenix Magazin. fenix-magazin.de. 16. travnja 2024. Pristupljeno 18. srpnja 2025.
2. ↑  Slobodna Dalmacija - Preminuo Imoćanin velikog srca, dugogodišnji politički imigrant i domoljub. Cijeli život pomagao je Hrvatima i domovini. slobodnadalmacija.hr. 16. travnja 2024. Pristupljeno 18. srpnja 2025.
3. ↑  TUŽNA VIJEST: U Ludwigshafenu u 80. godini preminuo Vicko Vice Vrdoljak, poznati domoljub i dugogodišnji hrvatski politički emigrant iz Njemačke - Fenix Magazin. fenix-magazin.de. 16. travnja 2024. Pristupljeno 18. srpnja 2025.
4. ↑  Slobodna Dalmacija - Preminuo Imoćanin velikog srca, dugogodišnji politički imigrant i domoljub. Cijeli život pomagao je Hrvatima i domovini. slobodnadalmacija.hr. 16. travnja 2024. Pristupljeno 18. srpnja 2025.
5. ↑  TUŽNA VIJEST: U Ludwigshafenu u 80. godini preminuo Vicko Vice Vrdoljak, poznati domoljub i dugogodišnji hrvatski politički emigrant iz Njemačke - Fenix Magazin. fenix-magazin.de. 16. travnja 2024. Pristupljeno 18. srpnja 2025.
6. ↑  TUŽNA VIJEST: U Ludwigshafenu u 80. godini preminuo Vicko Vice Vrdoljak, poznati domoljub i dugogodišnji hrvatski politički emigrant iz Njemačke - Fenix Magazin. fenix-magazin.de. 16. travnja 2024. Pristupljeno 18. srpnja 2025.
7. ↑  TUŽNA VIJEST: U Ludwigshafenu u 80. godini preminuo Vicko Vice Vrdoljak, poznati domoljub i dugogodišnji hrvatski politički emigrant iz Njemačke - Fenix Magazin. fenix-magazin.de. 16. travnja 2024. Pristupljeno 18. srpnja 2025.
8. ↑  Pokopan Vice Vicko Vrdoljak. Imotska krajina. Pristupljeno 18. srpnja 2025.